# TL-10
Le TL-10 (ou Tian Long-10) (du chinois : 天龙, signifiant « dragon »), est un missile anti-navire chinois léger, dévoilé au salon aéronautique de Zhuhai de 2004, en Chine. Il est l'équivalent du missile français MM 15 TT/AS 15 TT, développé par Aérospatiale.

## Historique
Le développement du programme TL semble avoir pris son départ au milieu des années 1990, et les missiles qui en résultèrent furent identifiés sous les désignations de FL-8 (TL-10) et FL-9 (TL-6), au sein de la China National Aero Technology Import & Export Company (CATIC). Au salon aéronautique de Zhuhai, deux versions furent dévoilées : TL-10A et TL-10B. La version A était dotée d'un autodirecteur TV et la version B d'un radar actif. Le constructeur révéla également que des plans pour le développement d'autres autodirecteurs, par exemple à infrarouges, étaient en cours, ce qui permettrait d'installer le TL-10 sur des plateformes aériennes et terrestres.

## Caractéristiques
Le TL-10 et le TL-6 sont développés et produits par la Hongdu Aviation Industry Corporation (HAIC), et leur principe d'emploi est identique à celui de leurs équivalents français MM 15 TT et AS 15 TT. Il existe des milliers de petits navires d'attaque rapides et de patrouilleurs armés avec des missiles antinavires, qui présentent une grande menace mais qui ne valent pas la peine (économiquement parlant) d'être engagés avec des missiles antinavires traditionnels, tels que le Harpoon ou l'Exocet, qui sont à l'origine destinés à détruire des navires de grande taille. En conséquence, il est devenu évident que le développement d'un missile de petite taille s'imposait, afin de pouvoir engager de manière viable des cibles de petite taille, bien que très dangereuses. Le TL-10, comme le C-701, est la réponse chinoise à ce problème.
Le TL-10 est spécifiquement conçu pour engager des navires dont le déplacement n'excède pas 500 tonnes. Lors de son lancement, il va dans un premier temps grimper pour permettre à son autodirecteur de trouver sa cible, puis redescendre immédiatement au ras des flots pour effectuer son vol de croisière. Comme la version antinavire du C-701, le TL-10 est également disponible avec un système de guidage TV, qui est d'ailleurs interchangeable avec celui du TL-6. Toutefois, à l'opposé du C-701, dont le guidage peut permettre en option de changer de cible en cours de vol, le TL-10 est, lui, purement une arme autonome, de type tire et oublie. Des sources occidentales ont affirmé que le missile antinavire iranien Kowsar, fabriqué par l'Organisation des Industries d'Aviation Iraniennes, serait basé sur le TL-10, alors que le Nasr-1 serait basé sur le TL-6.
Au salon aéronautique de Zhuhai de 2006, le constructeur révéla qu'un plan était déjà en cours de développement, afin d'installer le missile sur diverses plateformes, incluant des avions, des navires et des véhicules terrestres. Cependant, comme pour la plupart des missiles antinavires légers actuels, aucune version ne sera lancée depuis les sous-marins. Actuellement, la version qui est opérationnelle est la version antinavire désignée JJ/TL-10 lors de l'exposition, JJ étant l'abréviation de Jian-Jian (en chinois : « 舰舰 »), signifiant « navire-navire ». Une seconde version est en cours de développement. désignée KJ/TL-10, il s'agit d'une version aéroportée, KJ provenant de Kong Jian (en chinois : « 空舰 »), signifiant « air-navire ».

## Versions dérivées

### FL-8
Le FL-8, ou Fei Long-8 (en chinois : « 飞龙 », signifiant « dragon volant »), est une version économique du TL-10, destinée à de la défense côtière. Suivant les traditions instaurées avec les missiles de la longue lignée des Silkworms, une version basée à terre avec des nécessités les plus faibles possibles a été développée : Comme le missile est installé dans un environnement contrôlé à l'intérieur d'un hangar, les contraintes de salinité, de température et d'humidité relative sont grandement diminuées. Comme il est conçu et déployé sur les terres, le missile peut fonctionner avec des systèmes d'acquisition/traitement d'informations délocalisés. Cet arrangement prévient les interférences électromagnétiques, et si le radar est attaqué, les dommages collatéraux seront bien moindres.

### Kowsar
Le Kowsar est la version iranienne du TL-10. Le missile Noor, version iranienne du C-802, fut précédemment souvent accusé d'être le missile qui toucha la corvette israélienne INS Hanit,, lors d'une action perpétrée par le Hezbollah en 2006, au cours du Conflit israélo-libanais de 2006. Toutefois, des analyses effectuées après l'incident conclurent que le missile utilisé était certainement de taille moindre, ce qui laisse supposer que le Kowsar pourrait être le missile réellement employé.

### TL-1
Une nouvelle version du TL-10 a fait ses débuts en public au 7e salon aéronautique de Zhuhai, qui se tenait fin 2008, en compagnie de son cousin de taille plus imposante le TL-2. Développé par la Hongdu Aviation Industry Corporation (HAIC), qui avait déjà produit le TL-10, le nouveau missile est désigné TL-1 et apparaît quasiment identique au TL-10.
Peu d'informations détaillées purent être obtenues lors de l'évènement, et, en se basant sur les quelques bribes techniques publiées en Chine, il est à supposer que le TL-1 soit un TL-10 amélioré, en particulier grâce à l'intégration d'une liaison de données. Cette caractéristique permettrait au missile de pouvoir changer de cible en vol, comme peut le faire le C-701 lorsqu'il est équipé de cette option. Il existe d'autres spéculations sur le TL-1, dont certaines déclarent que le TL-10 ne serait qu'une version d'exportation alors que le TL-1 serait la version que se réserveraient les Chinois. Ces affirmations resteront cependant à vérifier lorsque plus de détails seront révélés. Même si le constructeur a affirmé que le missile pouvait être déployé à partir de nombreuses plateformes, l'exemplaire présenté à l'exposition aéronautique n'était disponible que pour une utilisation à partir des navires, désigné JJ/TL-1, JJ étant l'abréviation de Jian-Jian (en chinois : « 舰舰 »), signifiant « navire-navire ».

## Versions
- TL-10A : version à guidage TV.
- TL-10B : version à guidage radar actif.

## Utilisateurs
- Chine
- Iran